# Costituzione della Romania del 1965
La Costituzione del 1965 (in romeno: Constituția din 1965) è stata una delle leggi fondamentali della Romania, adottata il 21 agosto 1965. Al suo interno, l'organo supremo del potere statale della Repubblica Socialista di Romania rimase ancora la Grande Assemblea Nazionale, l'unico organo legislativo. Con la legge n.1 del 1974 che modificò la Costituzione, furono stabilite le funzioni del presidente della R.S.R., cui furono devoluti i poteri precedentemente esercitati dal Consiglio di Stato della Romania. La Costituzione del 1965, che conteneva 121 articoli in 9 titoli, fu modificata dieci volte tra il 1968 e il 1986, dopo di che fu pesantemente modificata e in parte abrogata in seguito alla Rivoluzione del 1989, venendo definitivamente abrogata l'8 dicembre 1991, quando fu adottata l'attuale Costituzione democratica.

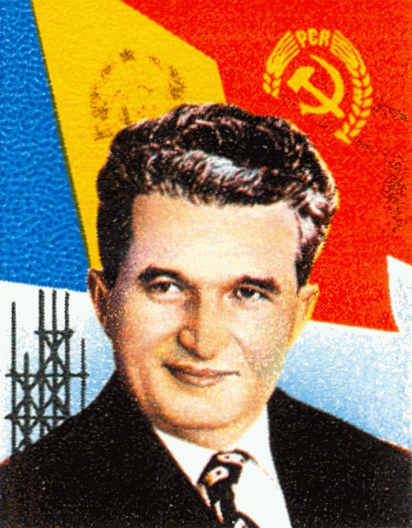
Nicolae Ceaușescu

## I prerequisiti per l'adozione della Costituzione del 1965
- Processo di destalinizzazione
- Ascesa di Nicolae Ceaușescu alla guida del Partito Comunista
- Cambio del nome dello stato in Repubblica Socialista di Romania.

## Caratteristiche costituzionali del 1965
- Presentò il Partito Comunista Rumeno come la forza trainante di tutta la società e la costruzione di una società socialista come l'obiettivo di tutte le persone lavoratrici
- Il governo mantenne il nome del Consiglio dei ministri - l'organo supremo dell'amministrazione statale
- I tribunali e i pubblici ministeri rimasero subordinati al Partito Comunista
- Fu consolidato il carattere socialista e cooperativo della proprietà e dell'economia
- Lo stato fu riconfermato come unico proprietario di ricchezze di ogni tipo, miniere, terreni, acqua, boschi, sorgenti, mulini e fabbriche, aziende agricole e località per la meccanizzazione agricola, le vie di comunicazione e di trasporto, di telecomunicazione e patrimonio edilizio e delle abitazioni, la base delle istituzioni socio-culturali di stato
- Venne attuata una riorganizzazione territoriale e un ritorno alle contee come forme di governo locale in sostituzione dei distretti e delle regioni di ispirazione sovietica
- Fu introdotta la qualità dei comuni per le grandi città
- La carica di presidente fu stabilita il 28 marzo 1974.

## Prerogative del Presidente
- Presiedere il Consiglio di Stato

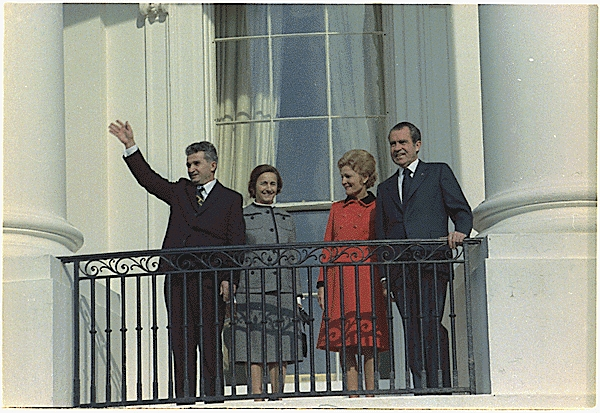
Nicolae Ceaușescu e Richard Nixon

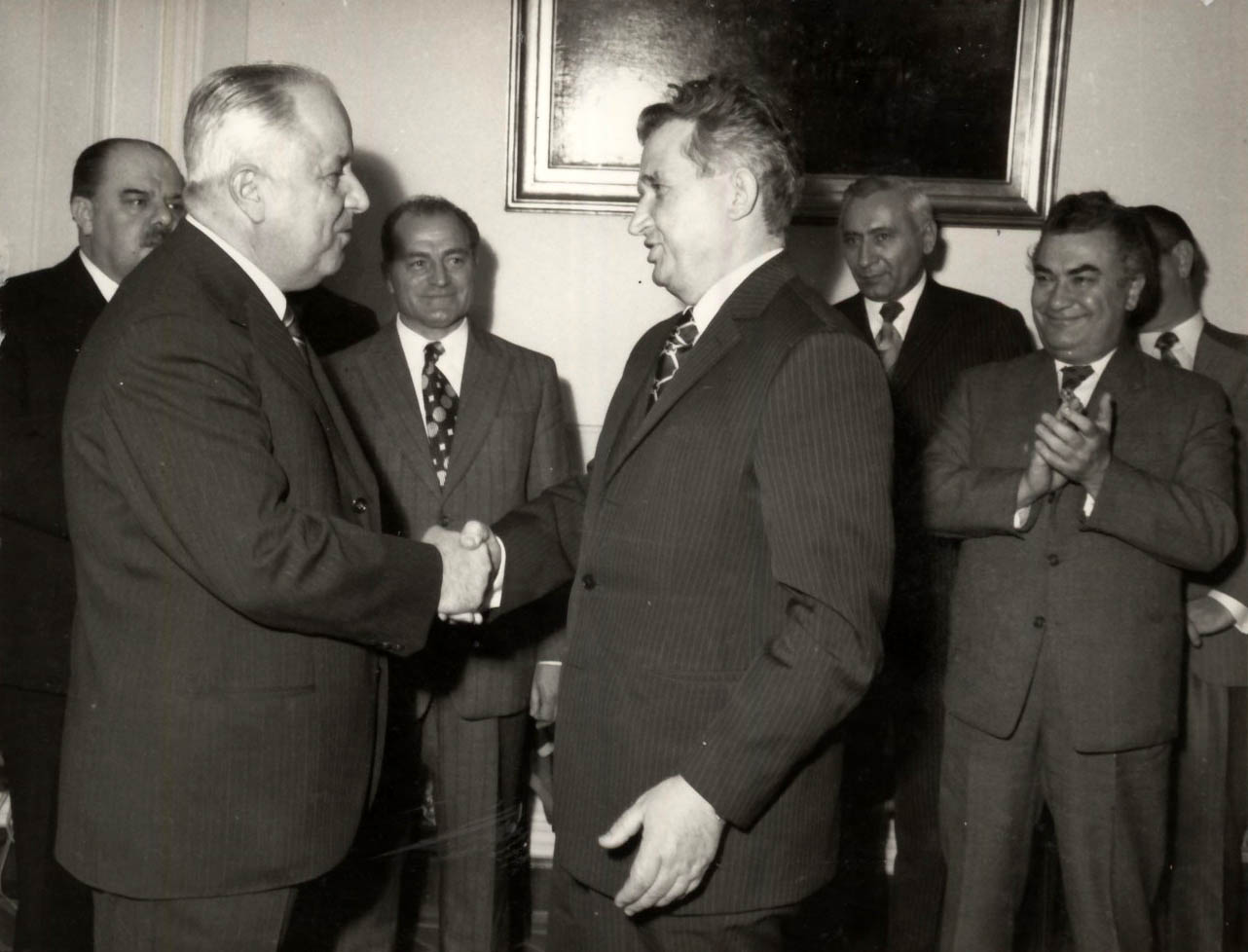
Emil Bobu è decorato da Nicolae Ceaușescu

- Rappresentare il potere dello stato nelle relazioni nazionali e internazionali
- Essere il comandante supremo dell'esercito e il presidente del Consiglio di difesa della RSR
- Presiedere le riunioni del Consiglio dei ministri
- Stabilire misure di grande importanza per gli interessi del paese da sottoporre alla grande assemblea nazionale, al popolo tramite referendum
- Nominare e revocare su proposta del Primo Ministro, Vice Primo Ministro, Ministri e Presidenti di altri organi centrali dell'amministrazione
- Nominare e revocare i presidenti e i membri della Corte Suprema
- Conferire decorazioni
- Concludere trattati internazionali
- Impostare il grado delle missioni diplomatiche
- Proclamare lo stato di guerra e di emergenza
- Emettere decreti e decisioni presidenziali